# D1 Professional Drift Grand Prix Series
D1 Professional Drift Grand Prix Series es un videojuego de carreras desarrollado y publicado por Yuke's para PlayStation 2. Fue lanzado el 17 de febrero de 2005 en Japón y el 15 de agosto de 2006 en América del Norte.

## Jugabilidad
D1 Grand Prix recrea el arte del drifting, incluyendo todos los coches, pistas, pilotos y la física que han convertido a D1 Grand Prix en la serie cumbre de las carreras de drifting. Los jugadores pueden elegir entre 39 pilotos estadounidenses y japoneses, además de vehículos de Toyota, Honda, Mazda, Subaru, Pontiac y más. 13 circuitos de competición D1 anteriores, como Odaiba, Tsukuba Circuit, Autopolis, SUGO, Fuji Speedway, Irwindale y muchos más. Un tutorial detallado enseña a los jugadores el arte del drifting. Estadísticas oficiales de los coches, reglas, pilotos y circuitos de D1 Grand Prix. Compite en carreras diurnas y nocturnas, con o sin lluvia. El motor de comentarios mejorado permite a los jugadores escuchar la opinión de los tres jueces en tiempo real. Seis modos de juego: Serie D1, X-Treme, Time Attack, Modo Supervivencia, Modo Batalla, Teatro D1 (películas desbloqueables de imágenes reales del Gran Premio D1, así como repeticiones en el juego de las mejores carreras de los jugadores).

## Recepción
El juego recibió críticas "generalmente desfavorables" según el sitio web agregador de reseñas Metacritic.
AceGamez escribió: "En este momento, las carreras de drifting tienen el potencial de ser el próximo gran éxito, así que puedes probar algo que enfatice la extrema dificultad que implica deslizarse con gracia por las curvas".
My Gamer escribió: "El juego ofrece una buena cantidad de contenido y la apariencia general no es mala, pero los controles (o la falta de ellos) son la principal desventaja de D1".
GamesRadar+ escribió: "Lo más probable es que el corredor promedio no pueda entender D1, ya que dominar los exigentes controles puede provocar una ira demencial".
GameSpot escribió: "Se supone que las carreras de derrapes son rápidas y emocionantes, y no es ninguna de esas cosas en D1 Grand Prix, un juego de carreras para PS2 sin vida y frustrante".